# Атмосферне видобування

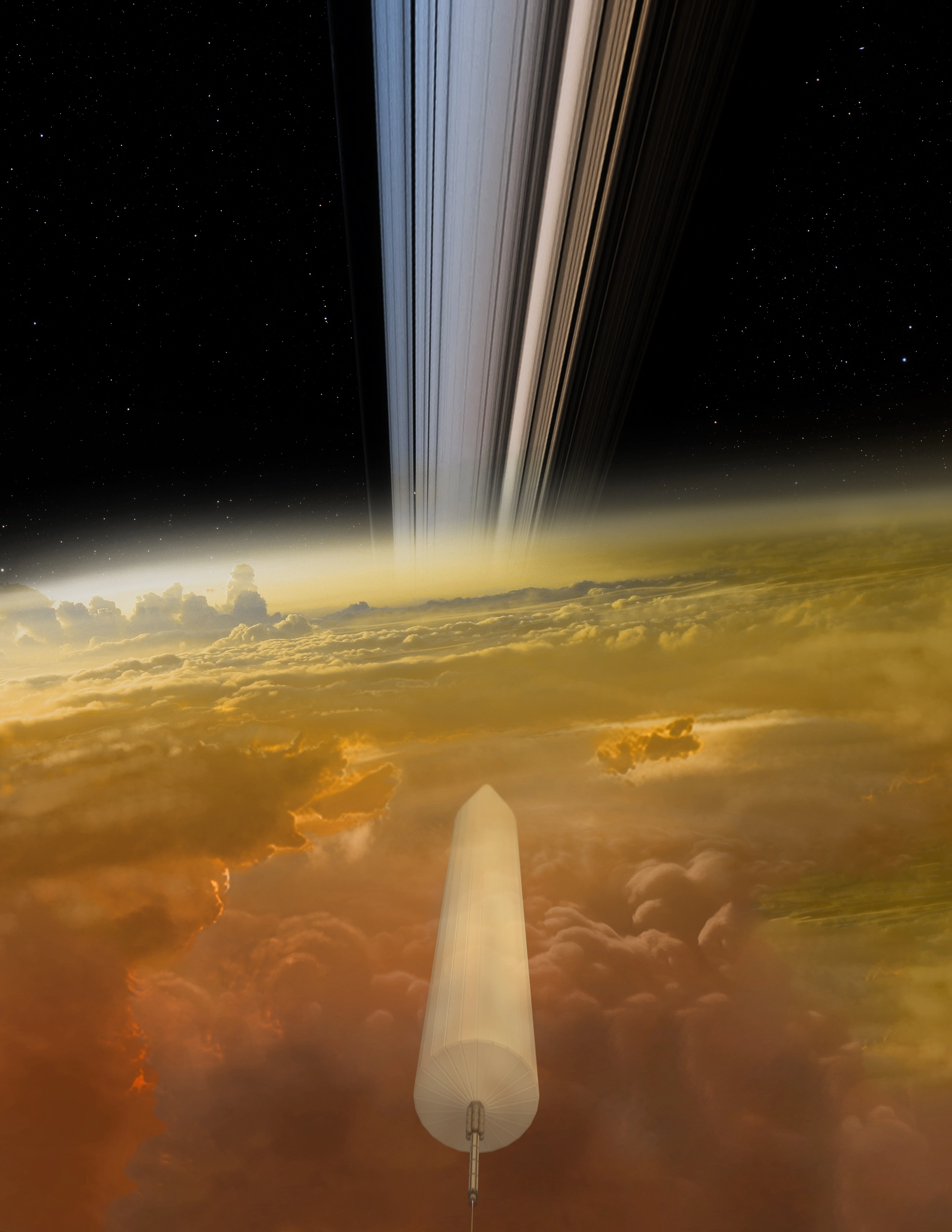
3D-ескіз танкера для перевезення рідкого водню Saturn

Атмосферне видобування ресурсів — це процес видобування цінних матеріалів або інших невідновлюваних ресурсів з атмосфери. Через велику кількість молекулярного водню та гелію на зовнішніх планетах Сонячної системи, розвиток технологій може зрештою зробити видобування ресурсів у їхніх атмосферах сприятливою альтернативою видобуванню корисних копалин на земній поверхні. 
Хоча видобування корисних копалин на зовнішніх планетах ще не розпочалося і було би складним за сучасних технологій, існує певна згода щодо того, що технічні труднощі не є нездоланними. За винятком Сонця, запаси водню та гелію, зокрема на будь-якій із зовнішніх планет, на порядок більші, ніж у всіх інших відомих небесних тіл Сонячної системи разом узятих. 
Таким чином, якщо і коли атмосферне видобування стане можливим, потенційні вигоди можуть бути величезними. В цілому в майбутньому це може використовуватися для тераформування планет
Основною технологічною перешкодою, що перешкоджає здійсненню позаземного видобування ресурсів в атмосфері, є поточна відсутність термоядерних потужностей. 
Якщо і коли цю проблему буде подолано, атмосфери зовнішніх планет містять значні запаси палива, і такий видобуток забезпечить енергетичну віддачу на багато порядків більшу, ніж енергія, необхідна для видобування таких ресурсів. З зовнішніх планет Уран і Нептун були б найлегшими для видобування газу через їхню меншу силу тяжіння . 
Юпітер і Сатурн розташовані ближче до Землі, але Юпітер має сильну гравітацію та потужну магнітосферу, з якими потрібно боротися, і орієнтуватися в кільцях Сатурна може бути важко. 
Однак, Уран, ймовірно, є планетою, де атмосферне видобування ресурсів є найбільш придатним. Це пов'язано з надзвичайно високою швидкістю вітру на Юпітері, Сатурні та Нептуні, що потенційно може пошкодити або знищити будь-які добувні місії. 
Уран, хоча й має високу швидкість вітру, має набагато помірніший клімат.
Що стосується земної атмосфери, найпоширенішою є пропозиція, що з неї можна видобувати вуглекислий газ для виробництва палива та/або інших вуглецевих продуктів, таких як пластмаси. Головною перевагою, що стосується, перш за все, виробництва довговічних матеріалів, є те, що їх виробництво в достатній кількості призведе до довгострокового зниження рівня парникових газів в атмосфері. 
Недоліком такої схеми є те, що вона потребує постійного джерела енергії. 
Енергія, необхідна для виробництва пластмас тощо з атмосферного вуглекислого газу, у багато разів перевищує енергію, необхідну для виробництва тих самих матеріалів з викопного палива, і будь-яке вироблене паливо міститиме лише частину енергії, необхідної для його виробництва. 
Однак, якщо і коли рясне та чисте джерело енергії (найімовірніше, термоядерний синтез) стане економічно вигідним, такий проект може стати комерційно доцільним

## Що можна видобувати на планетах

### Видобування водню
Водень може бути паливом для хімічних та ядерних двигунів , а також використовуватися як паливо в іонних двигунах .

### Видобування гелію
Гелій - 3 може бути паливом для ядерних двигунів. 

### Видобування метану
Метан може бути паливом для хімічного двигуна. 
Видобування вуглекислого газу на Землі можна було б використовувати для виробництва інших матеріалів, таких як пластмаси, які, на відміну від палива, мали б набагато більший потенціал для запобігання поверненню вуглецю в атмосферу, особливо якщо кінцеві продукти були б міцними та для тривалого використання.
Вуглекислий газ можна видаляти з атмосфери як побічний продукт промислових кріогенних процесів розділення повітря, що використовуються для виробництва таких продуктів, як рідкий азот і рідкий кисень, але оскільки це дуже енергоємний процес, без доступу до термоядерної енергії видобування саме вуглекислого газу цим методом є економічно невигідним. 
Вуглекислий газ також можна видалити з атмосфери в певній кількості, вирощуючи швидкорослі рослини, такі як бамбук, хоча це вимагає виділення орних земель, які в іншому випадку могли б використовуватися для вирощування інших культур.

## Розвідка для атмосферного видобування ресурсів в Сонячній системі
Водень і гелій у великій кількості присутні на газових гігантах.
| Ресурс | Юпітер | Сатурн | Уран | Нептун |
| ------ | ------ | ------ | ---- | ------ |
| Водень | 89,8   | 96,3   | 82,5 | 80,0   |
| Гелій  | 10.2   | 3.3    | 15.2 | 19.0   |
| Метан  |        |        | 2.3  | 1.0    |
| Інше   |        | 0,4    | 1.0  |        |

## Методи атмосферного видобування
Було запропоновано різні методи видобування ресурсів з атмосфер планет-гігантів. Через невід'ємні ризики, пов'язані з подорожами в атмосферу планети-гіганта, більшість таких пропозицій передбачають відправку в атмосферу лише роботизованих апаратів, а будь-яка присутність людини обмежується космічними станціями, розташованими на одному з супутників планети та/або обертаючись на безпечній відстані.

### Аеростати
Аеростат — це плавуча станція в атмосфері, яка збирає та зберігає гази. Транспортний засіб перевозив би гази з аеростата на орбітальну станцію над планетою. 

### Збірники
Збірник — це транспортний засіб, який збирає та переміщує гази з атмосфери на орбітальну станцію. 

### Небесний гак
Небесний гак (структура) схожий на космічний ліфт, такий пристрій використовувався б для перекачування газу до орбітального сховища палива .

### Крейсери
Крейсер — це транспортний засіб в атмосфері, який збирає та зберігає гази. Менший транспортний засіб перевозив би гази з крейсера на орбітальну станцію. 